# Krigskontraband
Krigskontraband består av varor importerade eller exporterade i strid mot lag och internationella konventioner, av ett land som befinner sig i krig. Termen används i internationell lagstiftning och bygger på Londonkonventionen tillkommen vid the International Naval Conference åren 1908 till 1909, under vilken en krigförande nation kan upphöra att sända krigsmateriel till en fiendestat. Konventionen skiljer på tre olika klasser med varor: absolut kontraband (militär utrustning), villkorat kontraband (livsmedel, kläder, fordon) och fria varor.